# Барево (Језеро)
Барево је насељено мјесто у општини Језеро, Република Српска, БиХ. Према попису становништва из 1991. у насељу је живјело 1.616 становника.

## Историја
Настало је издвајањем дијела бившег насеља Барево које је постојало прије распада Југославије у саставу некадашње општине Јајце.

## Становништво
Према попису становништва из 1991. године место је имало 1.609 становника.
Национални састав:
| Националност       | 1991.        |
| Хрвати             | 934 (58,04%) |
| Муслимани          | 513 (31,88%) |
| Срби               | 156 (9,69%)  |
| Југословени        | 5 (0,31&)    |
| остали и непознато | 1 (0,08%)    |
| укупно             | 1.616        |

| Демографија | Демографија | Демографија |
| Година      | Становника  | Становника  |
| ----------- | ----------- | ----------- |
| 1961.       | 1.335       |             |
| 1971.       | 1.407       |             |
| 1981.       | 1.543       |             |
| 1991.       | 1.616       |             |